# Гимн Кривого Рога
«Кривой Рог — мой город» — гимн города Кривой Рог, один из его символов.

## История
Впервые песня прозвучала в 2000 году во время празднования 225-летия Кривого Рога. Текст был написан поэтом Виктором Фёдоровичем Удовенко, который тогда был главным сценаристом праздника, музыку написала преподаватель факультета искусств Криворожского государственного педагогического университета Ирина Викторовна Шевченко.
На всех выдающихся датах города гимн исполнял заслуженный артист Украины и заслуженный работник транспорта Украины Александр Скоцеляс.
Автор музыки Ирина Шевченко умерла в 2009 году.
В августе 2021 года между Виктором Удовенко и Криворожским городским советом в лице секретаря Юрия Вилкула был заключён договор, согласно которому Виктор Удовенко передаёт своё авторское право на текст песни «Кривой Рог — мой город» Криворожскому горсовету.